# Alsodes montanus
Alsodes montanus је водоземац из реда жаба (Anura) и фамилије Cycloramphidae. 

## Угроженост
Ова врста је крајње угрожена и у великој опасности од изумирања.

## Распрострањење
Врста је присутна у Чилеу. Присуство у Аргентини је непотврђено.

## Станиште
Станишта врсте су планине и слатководна подручја на висинама од 2300 до 3000 метара.
Врста је присутна на планинском венцу Анда у Јужној Америци. 